# Gino Hernandez
Gino Hernandez (* 14. August 1957 in Highland Park, Texas, Vereinigte Staaten; † 2. Februar 1986 ebenda; eigentlich Charles Eugene Wolfe, Jr.) war ein US-amerikanischer Wrestler.

## Biografie
Zu Beginn seiner Karriere wrestlete Wolfe, Jr. als Babyface für The Sheiks Big Time Wrestling in Detroit. Wegen seines guten Aussehens war der junge, unerfahrene Wrestler insbesondere bei den weiblichen Fans beliebt. Er gewann den United States Heavyweight Championship. Gino kämpfte auch in mindestens einem Match für die Promotion WWE.

### Southwest Championship Wrestling
1975 begann Wolfe, Jr. unter dem Namen Gino Hernandez bei Southwest Championship Wrestling (SCW) anzutreten und bekam den Spitznamen „The Handsome Halfbreed“ verpasst. Vorher wurde er von Jose Lothario trainiert, mit dem er auch ein Tag Team bildete.

### World Class Championship Wrestling
Von den späten 1970ern bis zu den frühen 1980ern arbeitete er für World Class Championship Wrestling (WCCW) (zu dieser Zeit Big Time Wrestling). Dort hatte er eine längere Fehde mit David Von Erich und gewann mehrfach den Texas Heavyweight Title.
Er kehrte anschließend zur SCW zurück und bildete mit Tully Blanchard das Tag Team The Dynamic Duo.
1984 kehrte er zur WCCW zurück und war in eine Fehde mit den Von-Erich-Brüdern Mike, Kevin und Kerry Von Erich involviert. Im Sommer bildete er mit Andrea the Lady Giant (Nickla Roberts) ein Mixed-Tag-Team. Die beiden traten vorwiegend gegen Valerie French (Sunshine) und Mike von Erich an.
Mit Chris Adams bildete er ein sehr erfolgreiches Tag Team. In Anlehnung an seine SCW-Jahre wurde es ebenfalls „Dynamic Duo“ genannt. Das Tag Team war sehr populär und konnte als Main-Eventer ein großes Publikum anziehen.
Die beiden schnitten eine Zeit lang ihren Kontrahenten nach dem Match die Haare ab. Dieses Gimmick wurde später in der World Wrestling Federation von Ed Leslie (Brutus „The Barber“ Beefcake) imitiert. Es führte außerdem zu einer Reihe von Hair-vs.-Hair-Matches.
Für 1986 war eine Storyline geplant, die im Dezember 1985 mit einem Angriff auf seinen Tag-Team-Partner Chris Adams begann. Im Januar 1986 wurde Chris Adams „verletzt“ und erblindete (in Wirklichkeit nutzte er die Zeit, um seine Familie in seiner ehemaligen Heimat England zu besuchen). Durch den plötzlichen Tod von Wolfe Jr. konnte die Storyline nicht mehr fortgesetzt werden.

### Tod
Hernandez sollte Anfang Februar bei einigen House-Shows der WCCW wrestlen, erschien jedoch nicht. Am 4. Februar 1986 öffneten die WCCW-Offiziellen David Manning und Rick Hazzard zusammen mit Bediensteten des Ordnungsamtes seine Wohnung im Highland Park und fanden die Leiche von Wolfe, Jr. Er war vor etwa zwei Tagen an einer Überdosis Kokain gestorben. Die Ermittlungen wurden dennoch als Totschlags-Fall geführt. Viele glaubten, dass Gino in Drogengeschäfte verwickelt war und Opfer eines Mordes wurde.
Nach Manning hatte er die dreifache Dosis Kokain im Blut, die zu einer Überdosis nötig wäre, außerdem sei eine Menge Kokain in seinem Bauch gewesen, was eine sehr seltene Form der Drogenaufnahme gewesen wäre. Manning vermutete ebenfalls ein Verbrechen, weil Wolfe, Jr. nicht die Tür verriegelt hatte, wie er es sich früher zur Gewohnheit gemacht hatte.
Wolfes Kokainsucht war vielen WCCW-Offiziellen bekannt, so auch unter anderem Gary Hart, der mehrmals versucht hatte, ihm zu helfen.
Eine Fernsehaufnahme der WCCW war für den 15. Februar geplant. Die am 24. Januar aufgenommene Ausgabe hätte ein Match von Gino beinhaltet und wurde umgeschnitten. Bill Mercer gab den Tod von Gino Hernandez bekannt und es wurde ein altes Match gezeigt.

## Privatleben
Wolfe war zweimal mit Janice Marie Bancroft verheiratet. Ihre erste Ehe bestand vom 10. April 1976 bis zum 27. Januar 1977. Aus ihrer ersten Ehe ging ein Kind hervor. Am 12. April 1978 heiratete das Paar wieder. Die zweite Ehe wurde am 19. Juli 1979 geschieden.

## Titel
- NWA Big Time Wrestling / World Class Championship Wrestling
  - NWA American Heavyweight Championship (3×)[13]
  - NWA American Tag Team Championship (5×) – mit El Gran Markus (2×), Gary Young (1×) und Chris Adams (2×)[14]
  - NWA Brass Knuckles Championship (Texas version) (1×)[15]
  - NWA International Junior Heavyweight Championship (1×)[16]
  - NWA Texas Heavyweight Championship (6×)[17]
  - NWA Texas Tag Team Championship (3×) – mit Jimmy Snuka (1×), Pak Song (1×) und Bruiser Brody (1×)[18]
  - NWA World Six-Man Tag Team Championship (Texas version) (1×) – mit Chris Adams und Jake Roberts[19]
- NWA Detroit
  - NWA United States Heavyweight Championship (Detroit version) (1×)[20]
- Southwest Championship Wrestling
  - SCW Southwest Tag Team Championship (5×) – mit Tully Blanchard[21]
  - SCW World Tag Team Championship (2×) – mit Tully Blanchard[22]